# Porphyrinia albicans
Porphyrinia albicans är en fjärilsart som beskrevs av Achille Guenée 1852. Porphyrinia albicans ingår i släktet Porphyrinia och familjen nattflyn. Inga underarter finns listade i Catalogue of Life.